# Börje Årman
Per Börje Årman, född 10 september 1911 i Helsingborgs stadsförsamling i dåvarande Malmöhus län, död 25 maj 1941 i Helsingborgs Maria församling, var en svensk sångare och kompositör. 
Börje Årman gav ut ett flertal skivor och samarbetade med artister som Siv Ericks, Nils Kyndel och Charles Redland. Han tonsatte texter av Elsa Beskow. Årman förekommer också på nyutgåvor som Odeonkavalkaden (1982) och Svenska favoriter (1990, 1994) och Barnklassiker vi minns (2008).
Börje Årman, som liksom sin far var folkskollärare, gifte sig 1940 med Birgit Marie Möller (1915–2011), omgift Lundholm, men omkom redan året efter i en bilolycka. Han är begravd på Helsingborgs nya kyrkogård.